# Stereo MCs
Stereo MC's är en brittisk musikgrupp bildad 1985 i London. Gruppen nådde stor framgång åren 1992-1993 med låtarna "Connected", "Step It Up" och "Creation". 
Stereo MC's gjorde en mindre comeback 2001 med låten "Deep Down and Dirty". 2005 gjorde de comeback ännu en gång med albumet Paradise, och har varit aktiva sedan dess; de släppte 2011 albumet Emperor's Nightingale.

## Diskografi
Album
- 33-45-78 (1989)
- Supernatural (1990)
- Connected (1992)
- DJ-Kicks: Stereo MC's (Stereo MC's mix) (2000)
- Deep Down and Dirty (2001)
- Retroactive (2002) (samlingsalbum)
- Paradise (2005)
- Live at the BBC (2008)
- Double Bubble (2008)
- Emperor's Nightingale (2011)

EP
- The Stereo MC's (1989)

Singlar (topp 40 på UK Singles Chart)
- "Connected" (1992) (#18 UK)
- "Step It Up" (1992) (#12 UK)
- "Ground Level" (1993) (#19 UK)
- "Creation" (1993) (#19 UK)
- "Deep Down and Dirty" (2001) (#17 UK)